# تغییرات فیزیکی

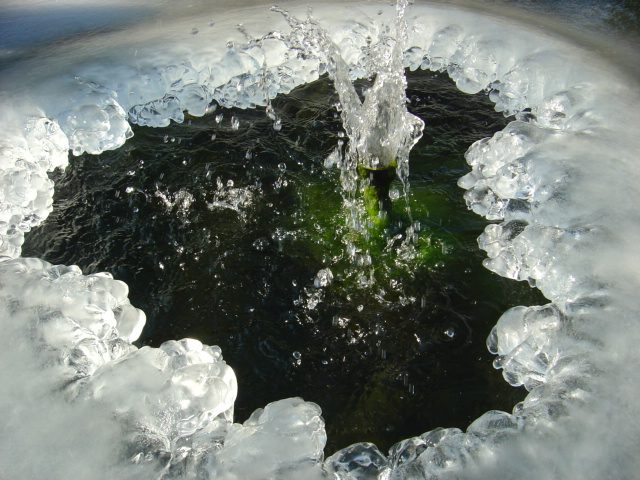
ذوب یخ و انجماد آب، نمونه‌هایی از تغییرات فیزیکی هستند.

تغییرات فیزیکی (انگلیسی: Physical change) یا پدیده‌های فیزیکی، به تغییراتی اطلاق می‌شود، که بر شکل یک ماده شیمیایی تأثیر می‌گذارد، اما ترکیب شیمیایی آن را تغییر نمی‌دهد. تغییرات فیزیکی اغلب برای جداسازی ترکیبات اصلی مواد مورد استفاده قرار می‌گیرد و برای جدا کردن این ترکیبات از عناصر و ترکیبات پایه اغلب از تغییرات شیمیایی استفاده می‌شود. در تغییرات فیزیکی، تغییری در آرایش الکترونی اتم‌ها در مولکولها صورت نمی‌گیرد و ماهیت شیمیایی ماده نیز تغییر نمی‌یابد و تنها حالت فیزیکی ماده دچار تغییر می‌شود. تغییرات حالت‌های مختلف مواد مانند ذوب، انجماد، تبخیر، میعان، تصعید و تقطیر، همچنین انحلال نمک‌ها، بازها و مواد آلی در آب، پدیده‌های فیزیکی محسوب می‌شوند.